# کلیسای سنت جوزف
سنت جوزف اوراتوری مونت رویال (به فرانسوی: Oratoire Saint-Joseph-du-Mont-Royal) یک کلیسای کوچک و عبادتگاه ملی کاتولیک است که در خیابان ملکه مری شماره ۳۸۰۰ در محله کوت-د-نیژ در مونت رویال وست‌مونت  در مونترال، کبک واقع شده است. این مکان تاریخی ملی کانادا است و بزرگ‌ترین کلیسای کانادا با یکی از بزرگ‌ترین گنبدهای کلیسا در جهان است. و هر ساله بیش از ۲ میلیون بازدید کننده و زائر را به پله‌های خود جذب می‌کند.

## معماری و سازه

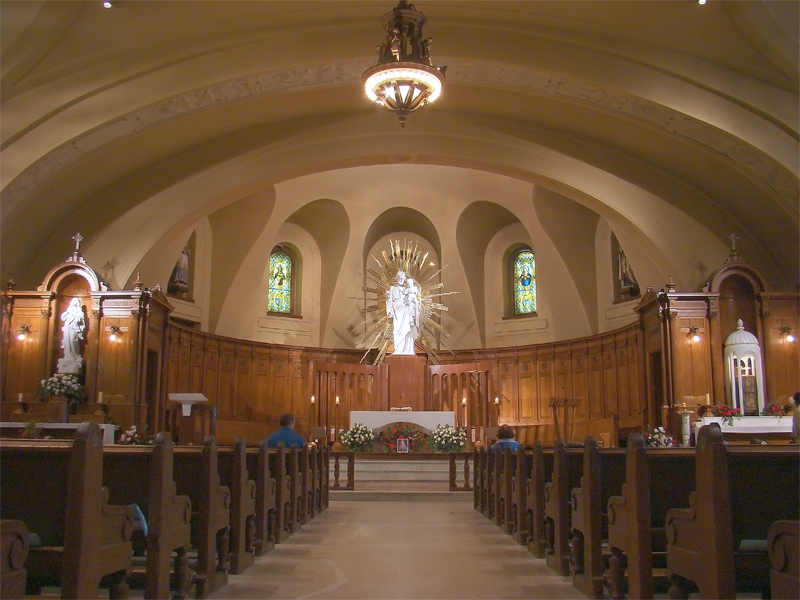
داخل کلیسای دخمه ای که طاق‌های بشکه ای سقف آن را نشان می‌دهد.

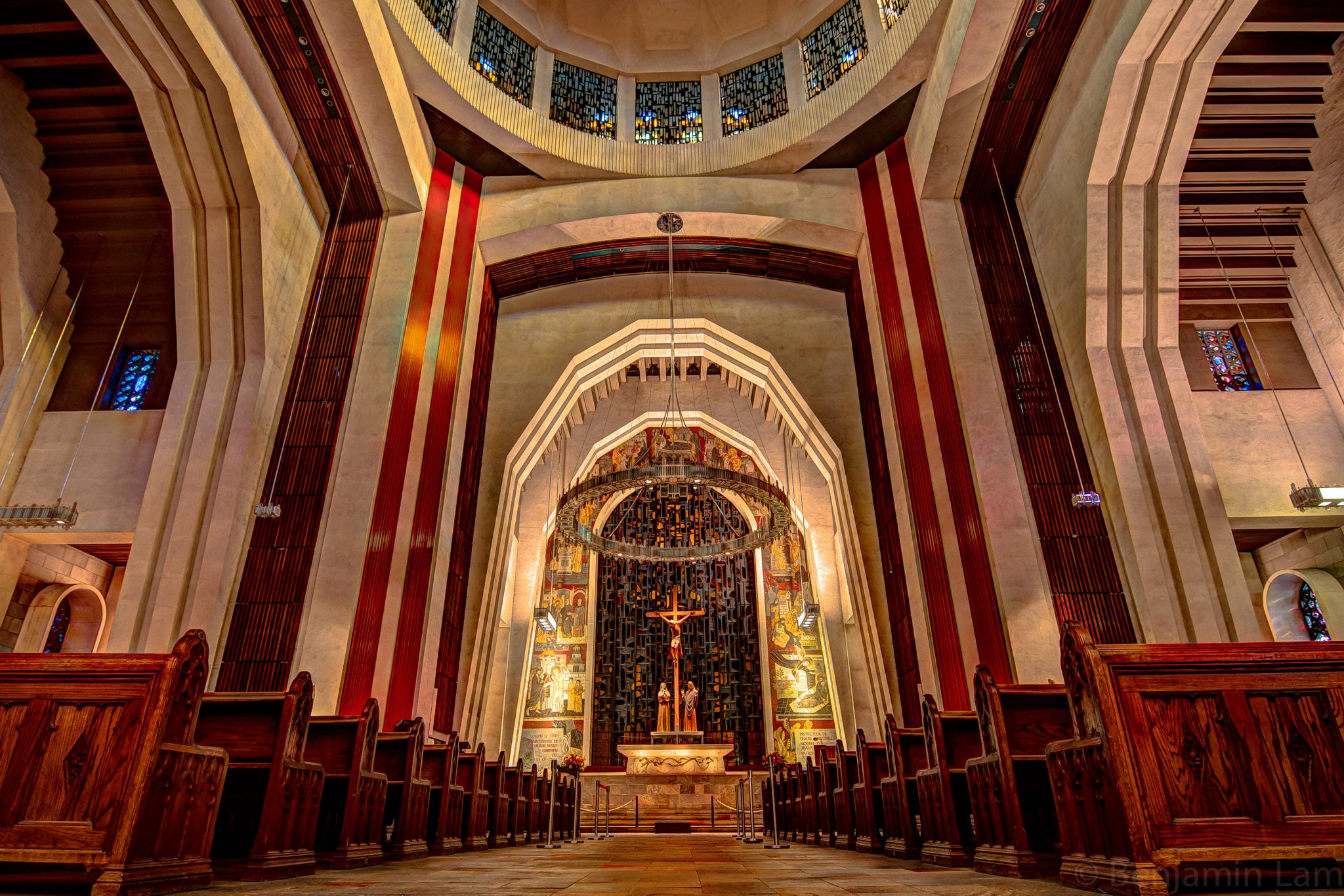
فضای داخلی باسیلیکا با رنگ‌های روشن، شیشه‌های رنگی و طاق‌های چند زاویه‌ای نمادین.

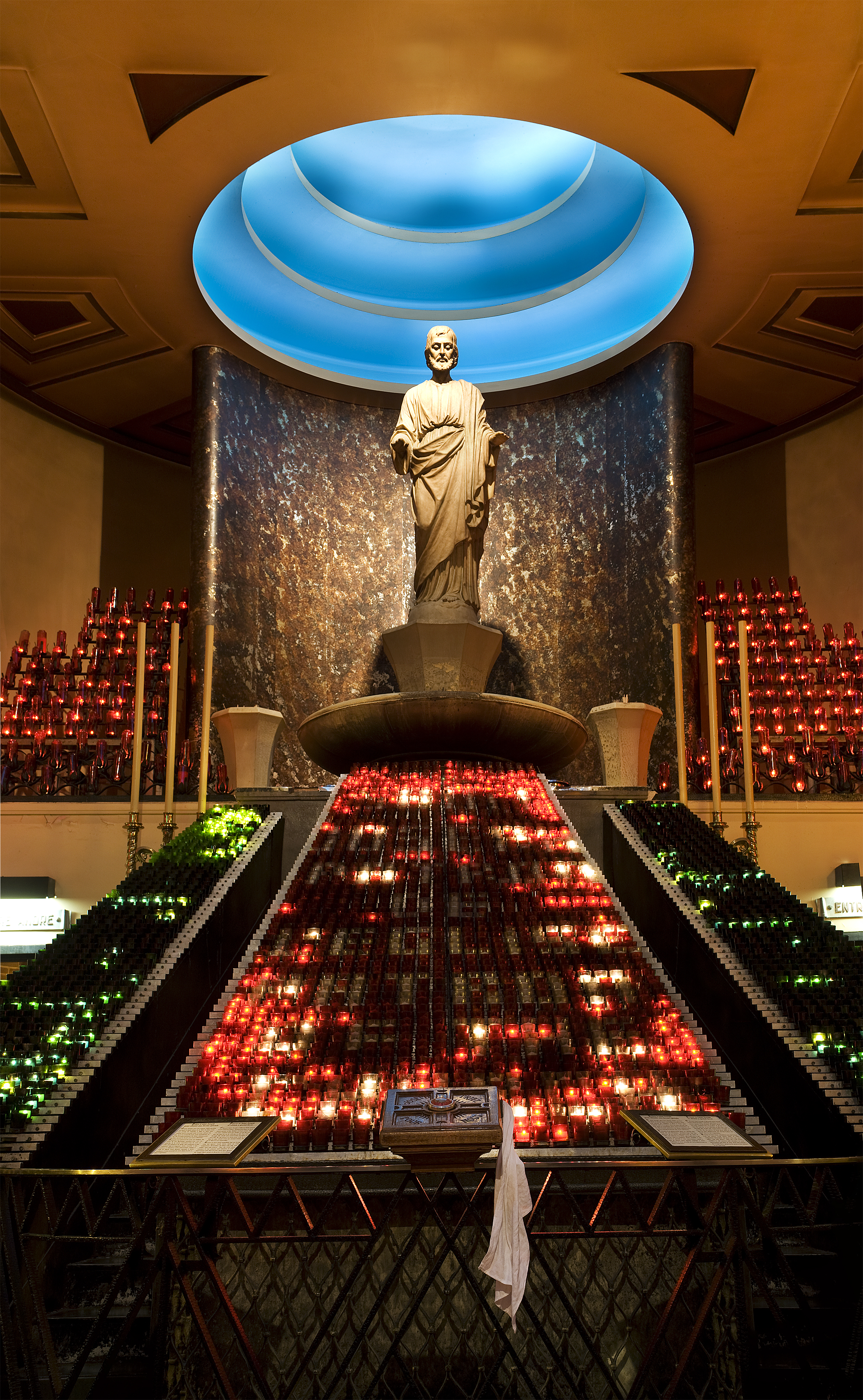
مجسمه سنت جوزف در کلیسای نذری که با شمع احاطه شده است